# Championnats d'Europe d'escrime 1993
Navigation
Édition précédente Édition suivante
Les championnats d'Europe d'escrime 1993 se sont disputés à Linz en Autriche en 1993.  La compétition est organisée de nouveau par la fédération autrichienne d'escrime, sous l'égide de la Confédération européenne d'escrime a vu s'affronter des tireurs des différents pays européens lors de 5 épreuves différentes. Les épreuves par équipes sont de nouveau absentes.
Avec trois titres européens et neuf médailles au total, l'Allemagne remporte le pour la deuxième fois de suite le classement des nations.

## Médaillés
| Épreuves                              | Or               | Argent                  | Bronze                                |
| ------------------------------------- | ---------------- | ----------------------- | ------------------------------------- |
| Épée                                  |                  |                         |                                       |
| Hommes individuel résultats détaillés | Patrick Dränert  | Mariusz Strzalka        | Jean-François Di Martino Gábor Totola |
| Femmes individuel résultats détaillés | Roberta Giussani | Gianna Hablützel-Bürki  | Eva-Maria Ittner Elisa Uga            |
| Fleuret                               |                  |                         |                                       |
| Hommes individuel résultats détaillés | Joachim Wendt    | Uwe Römer               | Thorsten Weidner Ingo Weissenborn     |
| Femmes individuel résultats détaillés | Anja Fichtel     | Zsuzsanna Jánosi-Németh | Laura Badea Valentina Vezzali         |
| Sabre                                 |                  |                         |                                       |
| Hommes individuel résultats détaillés | Felix Becker     | Csaba Köves             | Alin Lupeica Steffen Wiesinger        |

## Tableau des médailles
| Rang  | Nation    | Or | Argent | Bronze | Total |
| ----- | --------- | -- | ------ | ------ | ----- |
| 1     | Allemagne | 3  | 1      | 4      | 8     |
| 2     | Italie    | 1  | 0      | 2      | 3     |
| 3     | Autriche  | 1  | 0      | 0      | 1     |
| 4     | Hongrie   | 0  | 2      | 1      | 3     |
| 5     | Pologne   | 0  | 1      | 0      | 1     |
| 5     | Suisse    | 0  | 1      | 0      | 1     |
| 7     | Roumanie  | 0  | 0      | 2      | 2     |
| 8     | France    | 0  | 0      | 1      | 1     |
| Total | Total     | 5  | 5      | 10     | 20    |